# Vlasta Chramostová
Vlasta Chramostová (Brno, 1926. november 17. – Prága, 2019. október 6.) cseh színésznő.

## Élete és pályafutása
Férje Stanislav Milota (1933–2019) operatőr volt, akit hét hónappal élt túl.

## Filmjei
Mozifilmek
- Veliká prílezitost (1950)
- Past (1950)
- Akce B (1952)
- Nad námi svítá (1953)
- A vér titka (Tajemství krve) (1953)
- Rudá záře nad Kladnem (1956)
- Po noci den (1956)
- Játék az életért (Hra o život) (1956)
- Honzíkova cesta (1957)
- Apák iskolája (Škola otců) (1957)
- Bomba (1958)
- Probuzení (1960)
- Zlé pondelí (1960)
- Spadla s mesíce (1961)
- Amikor jön a macska (Až přijde kocour) (1963)
- Letos v zari (1963)
- Komédia a kilinccsel (Komedie s Klikou) (1964)
- Délka polibku devadesát (1965)
- A fehér asszony (Bílá paní) (1965)
- Átutazók paradicsoma (Objížďka) (1968)
- Maraton (1968)
- A hullaégető (Spalovač mrtvol) (1969)
- Je třeba zabít Sekala (1998)
- Kuře melancholik (1999)
- Odcházení (2011)

Tv-filmek
- Rozrusená zeme (1960)
- Tvrdohlavá zena a zamilovaný skolní mládenec (1962)
- Lysistrata (1965)
- Kardinál Zabarella (1968)
- Jegor Bulycov (1968)
- Lítost (1970)
- Drobínek (1970)
- Michelup a motocykl (1972)
- Falkenstejn (1995)
- Samota (2002)
- P.F. 77 (2003)
- Odcházení (2010)

Tv-sorozatok
- Klapzubova jedenáctka (1968, 12 epizódban)
- Hrabenky (2007, hét epizódban)